# Шишорин, Осип Иванович
Шишо́рин О́сип Ива́нович (около 1758 — не ранее 1820) — русский механик, руководитель (до 1794 г. — совместно с В. К. Свешниковым) Инструментального класса Императорской Академии художеств (1785—1796), руководитель мастерской по выпуску навигационных приборов на Адмиралтейских верфях (с 1796 г., Санкт-Петербург).

## Биография
Осип Иванович Шешолин (именно так писалась его фамилия до 1785 года) родился примерно в 1758 году. По официальной версии его отец был «известным резчиком по дереву»; хотя в «Списке воспитанников Академии художеств с 1764 года» он числится как «Семёновского полку солдата сын». В 1764 году, шести лет от роду, был принят в только что открывшееся Воспитательное училище при Императорской Академии художеств. В 1773 году поступил в класс «механических искусств» Академии, руководимый мастером Френсисом Морганом. В сентябре 1779 года «выпущен подмастерьем» и осенью 1780 года вместе со своим давним, со времён поступления в Воспитательное училище, соучеником Василием Свешниковым направлен для завершения обучения в Англию.
Финансовое обеспечение поездки предоставили спонсоры, давние деловые партнёры Академии художеств «коронно поверенные Иван Иванович Голиков и его брат капитан Михаил Степанович Голиков», выделившие 1000 рублей и обещавшие еще 2000. Два года спустя В. К. Свешников и О. И. Шишорин вынуждены были обратиться в Академию художеств с просьбой о помощи: «…Небезызвестно вам, Высокопочтенному Совету, что первые наши благодетели господа Голиковы от случившегося с ними нещастья пришли в крайнюю скудость и к горестному нашему нещастью недавно уведомили нас, что более нам помогать не в состоянии». Русские мастера остались в Лондоне без гроша, наделали долгов на 100 фунтов стерлингов (более 600 руб.), домохозяин добился их ареста. Академия художеств выслала им 600 рублей «с зачетом оныя по приезде или работою, или чем другим за благо разсуждено будет», президент Академии И. И. Бецкой из собственных средств добавил заимообразно еще 200 рублей. Священник Яков Смирнов, по поручению Совета Академии «присматривавший» за подмастерьями, получил у банкира 300 рублей и выкупил обоих из долговой тюрьмы.
Именно в переписке с Англией Осип Иванович Шешолин начал именоваться «Шишориным» и в дальнейшем всю оставшуюся жизнь пользовался этим вариантом фамилии.
Сегодня командировка О. И. Шишорина и В. К. Свешникова трактуется в Великобритании как классический пример промышленного шпионажа: «Осип Иванович Шишорин пять лет работал с Джоном Стэнклиффом <John Stancliffe>; Василий Константинович Свешников провел пять лет с Саймоном Спайсером <Simon Spicer>. По возвращении домой, отчитываясь за <израсходованные во время пребывания в Англии> средства, они объясняли, что вынуждены были подкупать <bribe> рабочих, располагавших нужными сведениями <knowledgeable workmen>, чтобы раздобыть <acquire> информацию, которую эти мастера не должны были раскрывать иностранцам». Сами мастера впоследствии писали о своем «промышленном шпионаже» гораздо проще: «Изыскивая к успехам нашим наипервейшие способы, принуждены были часто покупать за деньги от знающих художников то, чего без того узнать было невозможно».

Шишорин и Свешников вернулись в Россию в августе 1785 г. на корабле «Александер», имея при себе аттестаты следующего содержания:
Лондон, сентября 21, 1784. Сим свидетельствую, что Осип Шишорин (тож Василий Свешников), будучи у меня два года для совершения приобретенного им знания прежде прибытия в Англию в отделывании математических инструментов, прилежностью и вниманием своим получил великие успехи и ныне может отделывать главнейшие в художестве сем инструменты. Сверх того дозвольте ещё прибавить, что поступки его в бытность со мною были весьма честны и поведение достойно всякого почтения. В подлинном подписано: John Stanclif/Semon Spicer.

В декабре 1785 года О. И. Шишорин и В. К. Свешников обратились к Совету Академии: 
...Потому что намерение Совета было поручить нам обучение класса делания инструментов, то мы и просим, дабы оный Высокопочтенный Совет благоволил согласно своему обещанию признать нас мастерами и, поруча означенный класс, определить нам таковое жалование, чтоб как заимообразные 800 рублей вовремя нам выплатить и на обучение учеников материалы и инструменты тратить, так и себя без нужды содержать можно было».
 Совет определил назначить их обоих вместе руководить Инструментальным классом и положить каждому жалования по 200 руб. в год с казенной квартирой, дровами и свечами.
22 ноября 1786 года в Благовещенской церкви на Васильевском острове «Академии художеств механических и математических инструментов мастер отрок Осип Шишорин Академии наук книжной типографии иностранных языков умершего наборщика Готлиба Розе с женой вдовой Еленою Гавриловой, лютеранского закона, без переменения оного венчал протопоп Иван Фёдоров», поручителями выступали «Государственного заемного банка асессор Андрей Дмитрев, ведомства Иностранной коллегии асессор Василей Басов». 8 января 1788 у Шишориных родился сын Иван, восприемником которого был тот же А.Дмитриев.

23 декабря 1792 года президент Императорской Академии художеств И. И. Бецкой, которому при учреждении Академии было предоставлено право «жаловать чинами», писал Совету: 
По представлению оного Совета за долговременную добропорядочную службу и усердие к должности произведены мною находящиеся при оной Академии математического и механического инструментального дела мастера Василий Свешников и Осип Шишорин... в титулярные советники; почему благоволит почтенный Совет, объявя им те чины, привести к присяге.
Почти десять лет Свешников и Шишорин отрабатывали долг, возвращая по мере возможности в кассу Академии по 10-15 руб. Василию Константиновичу удалось вырваться из кабалы только в феврале 1794 года; практически немедленно он поступил в Николаеве на службу главным мастером математико-физических инструментов Черноморского флота. Два года спустя, 8 апреля 1796 г., уволился из Академии Осип Шишорин, сразу же ставший «главным мастером» мастерской по выпуску навигационных приборов на Адмиралтейских верфях в Санкт-Петербурге, то есть занявший на Балтийском флоте пост, практически аналогичный занимаемому В. К. Свешниковым на Черноморском. Прослужил на Балтийском флоте около 15 лет; дело «Об отставке главного мастера мастерской мореходных физических и математических инструментов Шишорина О. И.» в Российском государственном архиве Военно-морского флота датировано периодом «январь 1809 г. — февраль 1812 г.». Дальнейшая его судьба неизвестна.
Именно Осип Шишорин по заказу фаворита императрицы Екатерины II Платона Зубова изготовил для одного из приближённых персидского принца Муртаза Кули-хана знаменитый протез отрубленного носа: «Существует ряд переплетенных в сафьян томов „Имянных Ее Императорского Величества изустных указов“. В томе, относящемся к 1796 году, читаем: „Ея Императорское Величество высочайше повелеть соизволила заплатить из Кабинета механику Осипу Шишорину за зделанные имъ персидскому при Муртазакулихане находящемуся чиновнику два искусственныхъ носа вместо отрезаннаго ему Агамагометханомъ по приложенному счету четыреста пятьдесятъ рублей. Апреля 25 дня 1796 Василий Поповъ“». По мнению многих литературоведов, именно эта история послужила для Н. В. Гоголя исходной идеей для повести «Нос».